# Rosny-sur-Seine
Rosny-sur-Seine is een gemeente in het Franse departement Yvelines (regio Île-de-France) en telt 4901 inwoners (2004). De plaats maakt deel uit van het arrondissement Mantes-la-Jolie.

## Geografie
De oppervlakte van Rosny-sur-Seine bedraagt 19,4 km², de bevolkingsdichtheid is 252,6 inwoners per km².
De onderstaande kaart toont de ligging van Rosny-sur-Seine met de belangrijkste infrastructuur en aangrenzende gemeenten.

## Demografie
Onderstaande figuur toont het verloop van het inwonertal (bron: INSEE-tellingen).